# Empidonax flavescens
El  mosquero amarillento (Empidonax flavescens), también conocido como mosquerito amarillento (en Costa Rica y Panamá), mosquitero amarillento (en Nicaragua), papamoscas amarillo sureño (en México) o mosqueta amarillenta, es una especie de ave paseriforme de la familia Tyrannidae, perteneciente al numeroso género Empidonax. Es una pequeña ave insectívora, nativa de América Central. 

## Distribución y hábitat
Se distribuye de forma disjunta desde el sur de México, en Guatemala, El Salvador, Honduras, norte de Nicaragua, y por las tierras altas de Costa Rica hasta el oeste de Panamá.
Esta especie es considerada de común a bastante común en sus hábitats naturales: el sotobosque de seçvas montanas húmedas (bosque nuboso), y ocasionalmente, en especial durante la temporada no reproductiva, en asociaciones pino - roble en bosques de coníferas perennes. También puede ser visto en jardines y plantaciones de café. En altitudes entre 800 y 3000 m.

## Sistemática

### Descripción original
La especie E. flavescens fue descrita por primera vez por el ornitólogo estadounidense George Newbold Lawrence en 1865 bajo el mismo nombre científico; su localidad tipo es: «Barranca, Costa Rica».

### Etimología
El nombre genérico masculino «Empidonax» se compone de las palabras del griego «empis, empidos» que significa ‘mosquito’, ‘jején’, y «anax, anaktos» que significa ‘señor’; y el nombre de la especie «flavescens», en latín significa ‘amarillento’.

### Taxonomía
Las subespecies descritas E. flavescens chitrae Griscom, 1927 y E. flavescens floresae Griscom, 1927 se consideran sinónimos de la subespecie nominal y las subespecies descritas E. flavescens dwighti van Rossem, 1928 y E. flavescens seclusus Moore, 1940 se consideran inseparables de salvini.

### Subespecies
Según las clasificaciones del Congreso Ornitológico Internacional (IOC) y Clements Checklist/eBird se reconocen tres subespecies, con su correspondiente distribución geográfica:
- Empidonax flavescens imperturbatus Wetmore, 1942 – Sierra de los Tuxtlas, en el sureste de Veracruz (México).
- Empidonax flavescens salvini Ridgway, 1886 – tierras altas del sureste de México (al sur desde el este de Oaxaca) hacia el sur hasta el norte de Nicaragua.
- Empidonax flavescens flavescens Lawrence, 1865 – tierras altas de Costa Rica y oeste de Panamá.